# Braunschweig

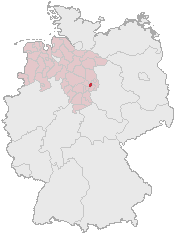

Braunschweig (în dialectul saxon Brunswiek, în engleză Brunswick) este un oraș cu statut administrativ de district urban în landul Saxonia Inferioară, Germania. 

## Personalități născute aici
- Carl Friedrich Gauss (1777 - 1855), matematician;
- Louis Spohr (1784 - 1859), compozitor, dirijor, violonist.